# Pierce Waring
Pierce Waring (nacido el 18 de noviembre de 1998) es un futbolista australiano nacionalizado japonés que se desempeña como delantero.

## Trayectoria

### Clubes
| Club                | País      | Año         |
| ------------------- | --------- | ----------- |
| Melbourne Victory   | Australia | 2016 - 2018 |
| Cerezo Osaka        | Japón     | 2018 -      |
| Cerezo Osaka sub-23 | Japón     | 2018 -      |